# Xavier Barcons

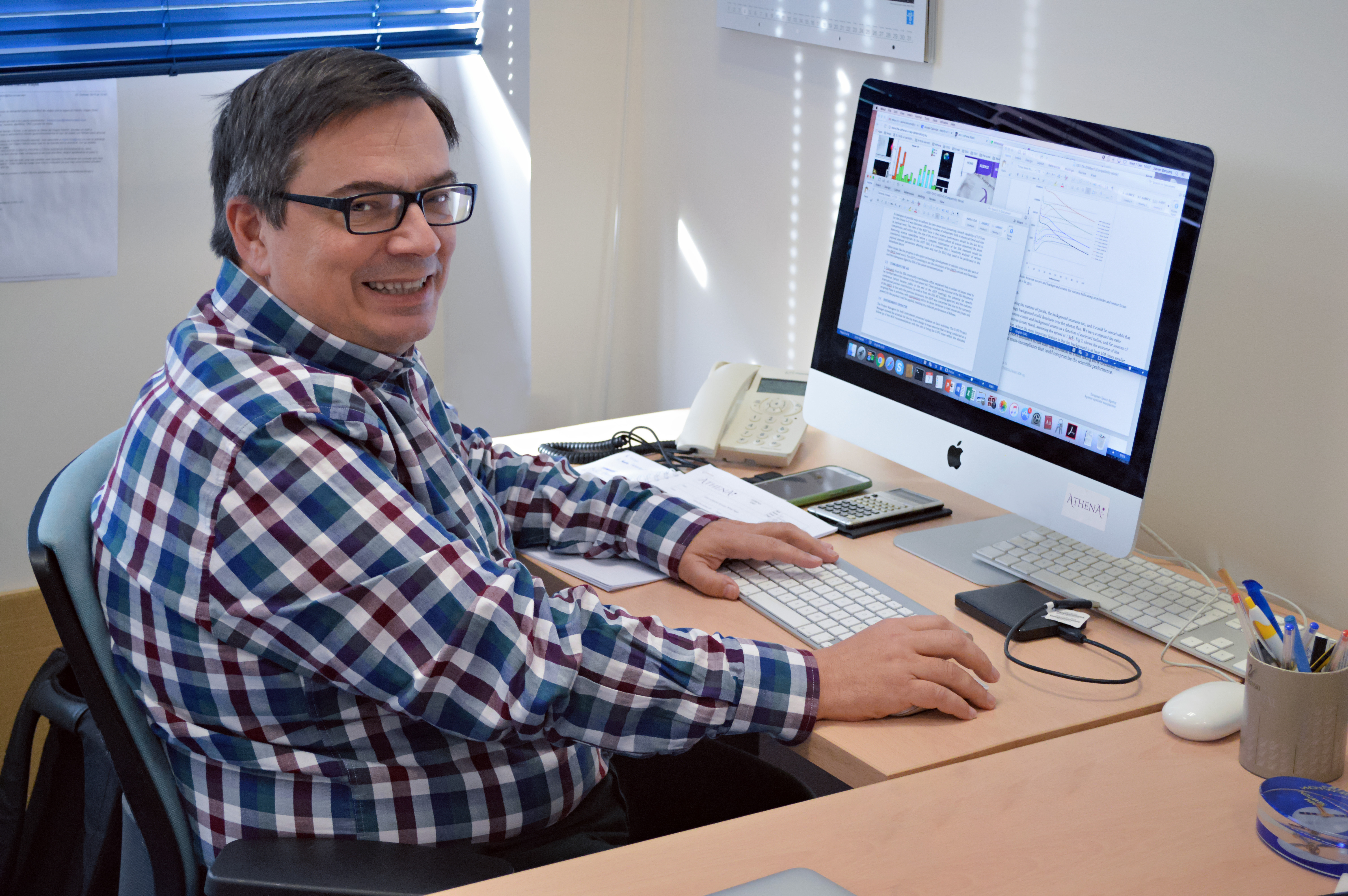
Xavier Barcons in seinem Büro im ESO-Hauptquartier

Xavier Barcons (* 1959 in L’Hospitalet de Llobregat, Spanien) ist ein spanischer Astronom und seit dem 1. September 2017 Generaldirektor der Europäischen Südsternwarte (ESO).

## Ausbildung
Xavier Barcons begann seine höhere Ausbildung an der Universidad de Barcelona mit einem Bachelor- und Master-Abschluss in Physik 1981. An der Universidad de Cantabria machte er im Jahr 1985 seine Doktorarbeit in Astronomie auf den Gebieten Heißes Plasma und Intergalaktisches Medium. Er beschäftigte sich im Anschluss im Schwerpunkt mit Röntgenastronomie und dem Studium der Spektren ferner Quasare. Seit 2002 war er Professor am Consejo Superior de Investigaciones Científicas (CSIC).

## Karriere
In den späten 1980er Jahren gründete er die erste spanische Röntgenastronomiegruppe. Seine Gruppe war mitführend in der Entwicklung eines besseren Verständnisses der Natur Aktiver Galaxienkerne und ihrer Beziehung zur Galaxienentstehung und -entwicklung.
Er hat der ESO über 10 Jahre lang in vielen verschiedenen Funktionen gedient, unter anderem als ESO-Ratsvorsitzender von 2012 bis 2014. Er war unter anderem an den ESO-Projekten Atacama Large Millimeter/submillimeter Array (ALMA) und Extremely Large Telescope (ELT) beteiligt, das während seiner Amtszeit als ESO-Ratspräsident genehmigt wurde. Seit dem 1. September 2017 ist er Generaldirektor der Europäischen Südsternwarte.

## Privatleben
Xavier Barcons ist verheiratet und hat zwei Kinder.